# Christopher Massey
Christopher Michael Massey (Atlanta, 26 gennaio 1990) è un attore e rapper statunitense.

## Carriera

### Come attore
Christopher ha iniziato la sua carriera di attore già molto giovane, apparendo in alcuni spot pubblicitari per Cap'n Crunch e PopTarts e partecipando come comparsa nel programma televisivo Punk'd. Christopher è poi apparso, nel corso della carriera, anche in diversi spot pubblicitari con il fratello Kyle per Burger King, Disney e Pepsi.
Il ruolo più importante in carriera l'ottiene in Zoey101, telefilm ideato da Dan Schneider e trasmesso dalla Nickelodeon. Christopher Massey qui fa la parte di Michael Barret, migliore amico di Chase (interpretato da Sean Flynn).
Christopher è il fratello maggiore di Kyle Massey che interpreta Cory Baxter in That's so Raven (in cui anche Christopher ha recitato per l'episodio Lo sconto delle cinque dita). Entrambi i fratelli Massey hanno avuto piccoli ruoli nella sitcom Strepitose Parkers.

### Come cantante
Christopher è anche un cantante rapper, cantautore e produttore musicale per diversi nomi nel settore musicale. Col fratello Kyle e l'amico Mario, ha pubblicato nel suo canale YouTube westfayettevilleroad vari video musicali, tra cui "Ridin Wit My Brother".

## Filmografia

### Cinema
- Color Me Gay, regia di Eric Waddell e Jeffrey Wylie — cortometraggio (2000)
- Zoey 102 , regia di Nancy Hower (2023)

### Televisione
- 2002 - Strepitose Parkers - Justin (Episodio: The Crush)
- 2002 - That Was Then - (Episodio: A Rock and a Head Case)
- 2003 - The District - Kenyon (Episodio: Resurrection)
- 2003 - Prima o poi divorzio! - (Episodio: Jimmy's Dumb)
- 2004 - Raven (serie televisiva) - Jeremy (Episodio: Five Finger Discount)
- 2006 - Zoey 101 - Michael Barret
- 2006 - Tutti odiano Chris - (Episodio: Everybody Hates Drew)
- 2006 - City Girls - film TV

## Riconoscimenti e premi
Christopher ha avuto svariate nomination, tra cui un Emmy Award, e ha ricevuto numerosi premi.
Nel 2002 ha vinto il premio come Miglior performance teatrale. Christopher ha ricevuto una nomination per un Emmy nel 2006 per il suo ruolo in Zoey 101, in cui rimase per l'intera serie e in tutti e 4 i film.
Nel 2006 è stato nominato tra le 25 migliori Star sotto i 25 anni; la lista comprendeva anche Jamie Lynn Spears, protagonista di Zoey101, e sua sorella.

### Miglior Giovane Artista
2005 - Miglior performance in una serie TV - Vinto
2006 - Miglior performance in una serie TV - Vinto
2007 - Miglior performance in una serie TV - Nominato

### Miglior Giovane a Hollywood
2005 - Vinto

### Emmy Awards
2006 - Miglior performance in televisione per bambini - Nominato

### Miglior Giovane per Interpretazione a Teatro
2002 - Miglior performance teatrale - Vinto